# Oliviero Beha
Oliviero Beha (Firenze, 14 gennaio 1949 – Roma, 13 maggio 2017) è stato un giornalista, scrittore, saggista, poeta, conduttore televisivo e conduttore radiofonico italiano.

## Biografia
Iniziò l'attività di giornalista scrivendo dal 1973 al 1976 per Tuttosport e Paese Sera, mentre praticava atletica leggera (mezzofondo), e poi come corrispondente da Milano. Aveva due lauree (una in Lettere, con una tesi in Storia Medievale, conseguita in Italia, e l'altra in Filosofia, presa in Spagna).
Dal 1976 al 1985 lavorò a La Repubblica, come inviato, occupandosi di sport e società, svolgendo inchieste in molte parti del mondo e seguendo le manifestazioni sportive internazionali importanti come le Olimpiadi. Editorialista e commentatore anche politico per La Rinascita, Il Messaggero e Il Mattino e poi per L'Indipendente), nel 1987 iniziò la sua attività televisiva con Andrea Barbato conducendo Va' pensiero, un contenitore culturale in onda su Rai 3 tutte le domeniche.
Ancora per Rai 3, nella stagione 1989-1990, animò ancora con Barbato, all'interno di Fluff, la “Gazzetta dello spot”, un'analisi critica del mondo della pubblicità. Negli anni seguenti firmò, sempre per la Rai, inchieste e speciali televisivi in Italia e all'estero. Ancora per Rai 3, nel 1991, progettò e realizzò Un terno al lotto, il primo programma televisivo dove domanda e offerta di lavoro potevano incontrarsi: in due mesi oltre 2.600 persone hanno trovato occupazione grazie alla trasmissione.
Nell'aprile 1992 diede vita al programma di servizio Radio Zorro; dopo tre stagioni di programmazione breve – venti minuti tutte le mattine su Radiouno – nell'ottobre 1995 la trasmissione si fuse con lo storico programma 3131 divenendo Radio Zorro 3131, che fu il caso radiofonico dell'anno: oltre 100.000 richieste di intervento piovvero in redazione da tutta Italia e nel corso dell'ora e mezza di diretta arrivavano in media 300 telefonate.
Al successo radiofonico, che portò Beha a essere accreditato come uno dei nomi più noti e autorevoli nel panorama italiano della comunicazione, si legò quello televisivo quando dal novembre 1995 al giugno 1996 condusse anche una versione televisiva di successo del programma, Video Zorro, prodotto dalla struttura di Videosapere, in onda tutti i giorni, dalle 13:35 alle 13:55, su Rai 3. Entrambe le trasmissioni vennero poi cancellate dalla dirigenza Rai.
Dal giugno 1996 al luglio 1997 condusse Attenti a quei tre, trasmissione del palinsesto notturno della Rai dedicata ai problemi della giustizia, in onda su Rai 1 e Rai 3 con tre appuntamenti settimanali. Dal settembre 1998 condusse giornalmente Radioacolori su Radio Uno, e poi Beha a colori fino al settembre 2004. Ancora una volta le trasmissioni vennero chiuse dalla dirigenza Rai, e Beha, rimasto senza compiti in azienda, decise di far causa per demansionamento.
Fu docente universitario presso l'ateneo di Valle Giulia nel corso triennale di architettura e arredamento d'interni in sociologia.
Fu autore di testi teatrali, di numerosi saggi e di raccolte di poesie, che hanno vinto diversi premi. Nel novembre 2007 e successivamente andarono in scena VolevoesserePasolini.com e Italiopoli. 
Fu editorialista in riviste a diffusione internazionale nonché relatore in convegni prestigiosi sul linguaggio, la comunicazione, l'ambiente, le istituzioni, lo sport. Scrisse per l'Unità tra il 2005 e il 2008 e nel 2009 fu editorialista del Fatto Quotidiano di cui era stato cofondatore.
Morì a Roma il 13 maggio 2017, a 68 anni, per un tumore al pancreas , diagnosticatogli solo poco tempo prima.

## Vita privata
Con la moglie Rosalia ebbe tre figli: Germana, Manfredi e Saveria. Era un acceso tifoso della Fiorentina.

## Programmi condotti

### Televisione
- Va' pensiero (Rai 3, 1987-1989): Conduttore e autore con Andrea Barbato del contenitore culturale in onda su Rai 3 tutte le domeniche tra il settembre del 1987 e il maggio del 1989.
- La Gazzetta dello spot (Rai 3, 1989-1990): Ancora per Rai 3, nella stagione 1989/1990, conduce sempre con Andrea Barbato, all'interno di Fluff, la Gazzetta dello spot, un'analisi critica del mondo della pubblicità.
- I promessi sposi (1989): Recita una piccola parte, come attore, nel ruolo di un commissario di sanità, nello sceneggiato televisivo di Salvatore Nocita.
- Un terno al Lotto (1991) - Rai3
- Attenti a quei tre (Rai 1-Rai 3, 1996-1997): Dal giugno 1996 al luglio 1997 è in onda con Attenti a quei tre, trasmissione del Palinsesto Notturno della Rai dedicata ai problemi della giustizia, in onda, su Rai 1 e Rai 3, con tre appuntamenti settimanali.
- TG3 (Rai 3, 2008-2010): Dal 2008 al 2010 commenta sul Tg3 delle 19.00, ogni domenica, il campionato di calcio e ogni fatto di costume parasportivo, politico, sociale, economico.
- Brontolo (Rai 3, 2010): Dal marzo 2010, in onda su Rai 3 tutti i lunedì, dedicata all'approfondimento politico e sociale.
- Telepatia (Rai 3, 2012): Nel novembre e dicembre 2012 conduce un ciclo di 6 puntate, in onda su Rai 3, in seconda e terza serata del sabato.

### Radio
- Radio Zorro: dall'aprile 1992 al giugno 1996 da vita a Radio Zorro, il programma di servizio di RadioRai più premiato negli ultimi anni: dopo tre stagioni di programmazione breve – venti minuti tutte le mattine sulle frequenze di Radiouno – nell'ottobre 1995 la trasmissione si fonde con lo storico “3131″. “Radio Zorro 3131″ diventa il caso radiofonico dell'anno: oltre 100.000 richieste di intervento piovono in redazione da tutta Italia e nel corso dell'ora e mezza di diretta arrivano in media 300 telefonate.

- Le altre esperienze radiofoniche riguardano i programmi Radio a colori e Beha a colori.

## Controversie
- Fece scalpore una sua inchiesta, condotta nel 1984 assieme a Roberto Chiodi, dove asseriva che la partita tra Italia e Camerun del Campionato mondiale di calcio 1982 (terminata 1-1 con gol di Francesco Graziani al 60° e Grégoire M'Bida al 61°) fosse stata combinata tramite un accordo simultaneo di giocatori di entrambe le squadre. L'ipotesi accusatoria venne quasi subito smentita poiché entrambe le squadre avevano come unico risultato utile la vittoria: alla Nazionale italiana per affrontare nella seconda fase Belgio e Unione Sovietica ed evitare Argentina e Brasile, al Camerun per passare il turno[11]. È anche vero che, in quell'edizione le gare dell'ultima giornata della fase a gruppi non si giocavano in contemporanea e, in quell'occasione, la Polonia era già qualificata avendo battuto il Perù per 5-1. L'ultimo posto disponibile era conteso tra Italia e Camerun[12] e l'Italia avrebbe dovuto vincere con almeno 4 gol di scarto per ambire al primo posto del girone.

## Premi e riconoscimenti
Più volte premiato come giornalista, Oliviero Beha è anche autore di testi teatrali rappresentati, di numerosi saggi e di raccolte di poesie, che hanno ottenuto diversi riconoscimenti, come All'ultimo stadio (Selezione Bancarella), Anni di cuoio (Premio Chianciano), Inverso (Selezione Viareggio, Premio Biella), Ripercussioni (Premio Capua-Mediterraneo), Meteko (Premio Laudomia Bonanni).
- All'ultimo stadio: vince il Selezione Bancarella
- Anni di cuoio: vince il Chianciano
- Inverso : vince il Selezione Viareggio e il Biella
- Ripercussioni vince il Capua-Mediterraneo
- Meteko nel 2011 vince il premio letterario internazionale Città dell'Aquila

- Il 25 marzo 2015 gli è stato conferito il Premio delle Arti Fiorentini nel Mondo, edizione 2014, per la categoria Arti Letterarie[13].

## Opere
- Inverso, Roma, Interstampa, aprile 1982 (primo libro di poesie).
- All'ultimo stadio. Una repubblica fondata sul calcio, Milano, Rusconi, 1983 (con Franco Ferrarotti).
- Mundialgate, Napoli, Pironti, 1984 (con Roberto Chiodi).
- Ripercussioni, Spinea, Edizioni del Leone, 1986.
- Anni di cuoio. L'Italia di oggi allo specchio del calcio, il suo sport più amato, la sua malattia più contagiosa, in cui si riflettono vizi e virtù d'un popolo tifoso fino al midollo, Roma, Newton Compton, 1987.
- Antenne rotte. Note TV di un anti-patico, Roma, Daga, 1990.
- Anni di merda. Notizie dal fronte del disagio italiano. 1989-1992, Napoli, Pironti, 1993. ISBN 88-7937-054-5.
- Lo Stige in piazza, Spinea, Edizioni del Leone, 1994.
- L'Italia non canta più. Battisti, Sanremo, il '68 e i cantautori, Pippo Baudo, la cultura popolare..., Roma, Ediesse, 1997.
- Sono stato io. Romanzo, Milano, M. Tropea, 2004. ISBN 88-438-0462-6.
- Crescete & prostituitevi, Milano, BUR, 2005. ISBN 88-17-00755-2.
- Trilogia della censura. Ieri come oggi, Roma, Avagliano, 2005. ISBN 88-8309-188-4. [Contiene: Mundialgate, Antenne rotte, L'Italia non canta più]
- Diario di uno spaventapasseri. L'Italia ultima, 1996-2006. Tra Berlusconi e Prodi la recita statica di un paese irreale, Milano, M. Tropea, 2006. ISBN 88-438-0579-7.
- Indagine sul calcio, Milano, BUR, 2006 (con Andrea Di Caro). ISBN 88-17-01063-4.
- Italiopoli, Milano, Chiarelettere, 2007. ISBN 978-88-6190-000-4.
- Il paziente italiano. Da Berlusconi al berlusconismo passando per noi, Roma, Avagliano, 2008. ISBN 978-88-8309-259-6.
- Eros terminal, Milano, Garzanti, 2009. ISBN 978-88-11-66601-1.
- I nuovi mostri, Milano, Chiarelettere, 2009. ISBN 978-88-6190-081-3.
- Dopo di Lui il diluvio, Milano, Chiarelettere, 2010. ISBN 978-88-6190-113-1.
- Meteko, Torino, Aragno, 2010. ISBN 978-88-8419-489-3.
- Il calcio alla sbarra, Milano, BUR Rizzoli, 2011 (con Andrea Di Caro). ISBN 978-88-17-05324-2.
- Il culo e lo stivale, Milano, Chiarelettere, 2012. ISBN 978-88-6190-212-1.
- Un cuore in fuga, Milano, Piemme, 2014. ISBN 978-88-566-3778-6.
- Tris, Roma, Aracne, 2016 (con Dante Matelli e Gianni Perrelli). ISBN 978-88-548-9279-8.
- Mio nipote nella giungla. [Tutto ciò che lo attende (nel caso fosse onesto)], Milano, Chiarelettere, 2016. ISBN 978-88-6190-838-3.